# Ministère de la Justice (Burkina Faso)
Pour les articles homonymes, voir Ministère de la Justice.
Le ministère de la Justice et des Droits humains est un ministère du gouvernement au Burkina Faso. Il joue un rôle essentiel dans la protection des droits fondamentaux et la promotion de la justice au Burkina Faso. Depuis juin 2023, Edasso Rodrigue Bayala est à sa tête.

## Description
Le ministère chargé de la justice, des droits humains et de la promotion civique a son siège à Ouagadougou. Il est situé sur l'Avenue de l’Indépendance, Koulouba, Ouagadougou, Burkina Faso.

## Historique
Originellement, le Ministère de la justice et le Ministère des Droits humains étaient distincts. Mais en 2002, les deux ministères fusionnent pour donner le Ministère de la Justice et des droits humains. Par la suite, une scission eut lieu avec pour résultat Ministère de la Justice à part et le Ministère des droits humains et de la promotion civique (MDHPC).
En 2014, sous la transition, les deux ministères ont encore été fusionnés. Le ministère a connu, à cet effet, plusieurs appellations telles que le ministère de la justice et des droits humains (MJDH), ministère de la justice, des droits humains et de la promotion civique (MJDHPC), ministère de la justice et des droits humains, garde des sceaux. La dénomination actuelle, en 2024, est le Ministère de la justice, des droits humains, chargé des relations avec les institutions, garde des sceaux.

## Organisation
L’organisation du Ministère de la Justice, des Droits humains et de la Promotion civique est régie par le décret n°2021-0452/PRES/PM/MJDHPC du 25 mai 2021 portant organisation du Ministère de la justice, des droits humains et de la promotion civique. Conformément à cet organigramme, le ministère est structuré autour du Cabinet du Ministre et du Secrétariat général qui constituent son organisation administrative ; l'ensemble des juridictions qui constituent l'organisation judiciaire.

### Organisation administrative

#### Cabinet du Ministre
Il comprend :
- Le Directeur de cabinet
- Les conseillers techniques
- La cellule des chargés de mission
- L'inspection technique des services
- le Secrétariat permanent de la Commission nationale de l’Organisation pour l’Harmonisation en Afrique du Droit des affaires (SP/CONAHDA)
- Le Secrétariat permanent du Comité interministériel des Droits humains et du Droit international humanitaire (SP/CIMDH)
- Le Secrétariat permanent de l’Observatoire national de prévention et de gestion des conflits communautaires (SP/ONAPREGECC)
- La Direction générale de l’administration pénitentiaire
- Le Secrétariat particulier du Ministre
- Le Protocole du Ministre
- Le Comité ministériel de lutte contre le Sida et les IST
- La Sécurité du Ministre

#### Secrétariat Général
- Les services du Secrétariat général
- Les structures centrales.
- Les structures déconcentrées
- Les structures rattachées
- Les structures de mission

### Organisation Judiciaire

#### Juridictions de l’ordre judiciaire
- La cour de cassation ;
- Les cours d’appel ;
- Les tribunaux de grande instance ;
- Les tribunaux de commerce ;
- Les tribunaux du travail;
- Les tribunaux départementaux ou d’arrondissements.

#### Juridictions de l'ordre administratif
- Le conseil d'État ;
- La cour administrative d'appel ;
- Le tribunal administratif.

## Attributions
Le ministère est chargé de la Justice, des Droits humains et de la Promotion civique, Garde des sceaux. Il est chargé de la mise en œuvre et du suivi de la politique gouvernementale en matière de justice. A ce titre, il assure l’exécution et le suivi des actions issues de la Politique sectorielle justice et droits humains (PSJDH).
En plus de cette politique, le ministère met en œuvre des actions issues du pacte national pour le renouveau de la justice adopté en mars 2015 et qui constitue un document d’orientation des actions du ministère.
Il est chargé de ce qui suit :
- Justice (organisation du système judiciaire, indépendance de la justice, gestion des contentieux ou application de la loi),
- Droits de l’homme (aspects juridiques internationaux et nationaux, éducation, techniques de promotion et de défense, protection judiciaire), Démocratie (cadre juridique, aspects judiciaires, activités de promotion),
- Lutte contre la corruption (aspects juridiques internationaux et nationaux, techniques de prévention et de contrôle, lien avec la criminalité transnationale organisée),
- Marchés publics (cadre législatif et réglementaire, gestion des contentieux, éducation),
- Elections (cadre législatif et réglementaire, gestion des contentieux),
- Décentralisation (cadre législatif et réglementaire, éducation, gestion des contentieux).

## Liste des ministres de la justice
1962-1964 : Moussa Kargougou
1965 : Denis Yaméogo
1966-1970 : Bagnamou Bondé
1971-1974 : Malick Zoromé
1974 : Sangoulé Lamizana
1975 : Bagnamou Bondé
1976-1978 : François Xavier Zonco
1979-1980 : Moise Lankoandé
1981-1982 : Bema Ouatarra
1982-1983 : Marie Louise Nignan-Bassolet (1ère femme ministre de la justice)
1984 : Raymond Poda
1985-1987 : Blaise Compaoré
1988-1989 : Salif Sampebogo
1988-1989 : Antoine Komy Sambo
1992 : Benoit Lompo
1993-1994 : Timothée Some
1995-1999 : Larba Yarga
1999-2007 : Boureima Badini
2007-2011 : Zakalia Koté
2011-2014 : Jerome Traoré
2014-2016 : Joséphine Ouédraogo
2016 : Bessolé René Bagoro
2019 : Maminata Ouattara
2021 : Victoria Kibora
2022 sous MPSR 1 : Barthélémy Kéré
2022-2023 : Bibata Nébié
Depuis juin 2023 : Edasso Rodrigue Bayala